# Víctor Soliño
Victor Soliño Seminario (Bayona, Pontevedra, 10 de septiembre de 1897 - Montevideo, 13 de octubre de 1983) fue un periodista, letrista de tango y poeta uruguayo. De su autoría son las letras de los tangos Garufa (1928), Niño bien (1927), Mocosita (1925), Adiós, mi barrio y Maula. También fue autor de letras de folclore, murga y otros géneros musicales.

## Biografía
En 1898, cuando tenía catorce meses de edad, sus padres emigraron a Uruguay desde su Galicia natal y se establecieron en Montevideo. A partir de 1914 comenzó a guionar revistas que fueron estrenadas en los teatros Royal y Albéniz y escribió un sainete, Doña María, la curandera.
En 1916 ingresó como taquígrafo de la Cámara de Diputados y en 1918 fue uno de los fundadores del Club Atlético Atenas.
Por casi 10 años trabajó en el diario El Plata de Montevideo, en el que publicó notas periodísticas tituladas Solfas, bajo el seudónimo de «Wick». hasta 1930 en que pasó a la radioemisora que desde el 15 de abril de 1931 pasó a llamarse Radio El Espectador; trabajó en el programa La Hora Popular y fue charlista, libretista y director de radioteatros.
Formó parte del grupo conocido como la Troupe ateniense, una asociación que se formó en 1922, por mano de un grupo de estudiantes universitarios de derecho, y actuó hasta 1930. Su nombre no se refiere a la Grecia antigua, sino al Club Atenas, un famoso equipo de baloncesto montevideano del que algunos de los integrantes del grupo formaban parte. Los espectáculos de la Troupe ateniense que se solían estrenar en primavera, estaban compuestos de breves escenas cómicas y partes musicales. El carácter de las mismas era abiertamente paródico, ironizando a menudo sobre personas o eventos de moda y adoptando el travestismo (los atenienses eran todos hombres).
Los atenienses tuvieron mucho éxito en Montevideo e incluso llegaron a actuar triunfalmente en distintas ocasiones en Buenos Aires. Pese al abandono de las escenas a fines de 1930, el grupo se reunió en 1931 y 1932 para organizar un «Salón de Harte Ateniense» con evidente intento caricaturesco de las corrientes artísticas del momento. En ocasión del segundo salón publicaron un volumen de poesía, Aliverti liquida, que se considera uno de los libros verbovisuales más destacados de las vanguardias latinoamericanas.

## Obras
Escribió gran número de canciones populares, la mayoría tangos pero también fados, canciones, zambas, fox-trots y valses. Muchas de sus obras fueron en colaboración con Roberto Fontaina, otras con Adolfo Mondino, Edgardo Donato , Matos Rodríguez,  y Ramón y Juan Antonio Collazo y algunas de ellas ingresaron al repertorio de grandes intérpretes y tuvieron amplia difusión; pueden citarse entre las recordables, entre otras, a Coperito (1927), Garufa (1928), Maula (1925), Mocosita (1925) y Niño bien (1928). Otras de sus obras fueron Saber vivir, Volverás, Perdonala, Adiós mi barrio, Artículo de lujo, Vieja loca, Cuando llegue el otoño, Ingrata, Boca abierta, Mozo rana,  Patoteros, Puras plumas, Mi papito, Sos una fiera, T.B.C. y Negro. Entre quienes grabaron sus obras se encontraron Agustín Magaldi, Tita Merello, Alberto Vila  y, en especial, su gran amiga Rosita Quiroga.
Su primer tango es No quiero, de 1922, y en 1927 su tango Maula ganó el primer premio del concurso realizado en el Teatro Solís de Montevideo.

## Teatro
Escribió diversas obras teatrales, la mayoría en colaboración con Roberto Fontaina y estrenadas en salas de Montevideo, la primera, Au Printemps, en 1925 y, posteriormente, Calada y colorada, ¿Estás ahí, Montevideo?, Muchos niños para un trompo, Seguí Pancho por la vía, entre otras.

## Labor académica y gremial
Soliño fue un ardoroso y desinteresado propulsor de la organización de los trabajadores intelectuales y en distintos momentos se desempeñó director de la Asociación General de Autores del Uruguay y como presidente de la Asociación Nacional de Broadcasters Uruguayos. Fue nombrado Académico Correspondiente en Montevideo de la Academia Porteña del Lunfardo el 7 de junio de 1975 y al presentar esa candidatura dijo Luis Alfredo Sciutto: “Es un montevideano legítimo, aunque no tenga el sello de envasado en origen, y un porteño por afinidad, por vocación y por adopción espiritual y tanguera”. El 31 de mayo de 1976 se incorporó ceremonialmente con un discurso sobre el origen del tango La cumparsita.
Víctor Soliño falleció el 13 de octubre de 1983, a los 86 años, en Montevideo.